# Соран Ефеський
Соран Ефеський — грецький лікар, який жив у Римі у II столітті. Займався анатомією, хірургією та акушерством.
Видав багато творів по гінекології, акушерству і педіатрії. У них детально описується догляд за новонародженими і грудними дітьми, вперше в історії медицини було досліджено будову жіночих статевих органів. Зокрема Соран детально розібрав питання перерізання пуповини, догляд за дітьми, який повинний бути одяг у новонароджених. Він писав й про походи римських військ у місцевості, про різний клімат і харчування воїнів, що призводить до різноманітних захворювань. Соран посприяв створенню військових госпіталів, і при них таборових лікарів.